# Henry Thode

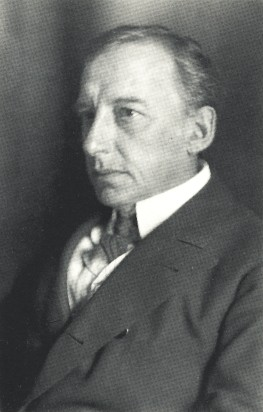
Henry Thode 1906.

Henry Thode, född den 13 januari 1857 i Dresden, död den 10 november 1920 i Köpenhamn, var en tysk konsthistoriker.
Thode bedrev filosofiska och konsthistoriska studier vid tyska universitet, gjorde studieresor, blev docent i Bonn 1866, var 1889–1891 direktör för Städelska institutet i Frankfurt och 1894–1911 professor i Heidelberg. Thode utgav diktsamlingar, men huvudsakligen ägnade han sig åt konststudium. Hans Franz von Assisi (1885; 2:a upplagan 1904) ansågs banbrytande för studiet av renässansens uppkomst. Sedan följde Die Malerschule von Nürnberg im 14. und 15. Jahrhundert (1891), Hans Thoma und seine Kunst (1892 och senare flera olika upplagor), flera monografier i Knackfuss samling, de omfattande verken Michelangelo und das Ende der Renaissance (2 delar, 1902-03) och Michelangelo, kritische Untersuchungen (3 delar, 1908-12), Franz Liszt (1911). Från och med 1894 utgav Thode jämte Tschudi tidskriften Repetitorium für Kunstwissenschaft.